# Шебелинська волость
Шебелинська волость — адміністративно-територіальна одиниця Зміївського повіту Харківської губернії.

Найбільші поселення волості станом на 1914 рік:
- село Шебелинка — 5545 мешканців.
- село Мілова — 2458 мешканців.
- село Глазунівка — 1031 мешканець.
- село Асіївка — 1750 мешканців.

Старшиною волості був Мартинов Михайло Олексійович, волосним писарем — Абрагам Йосип Йосипович, головою волосного суду — Мартинов Федір Васильович.